# Chiasmocleis alagoana
Espèce
Synonymes
- Chiasmocleis alagoanus Cruz, Caramaschi & Freire, 1999

Statut de conservation UICN

 DD  : Données insuffisantes
Chiasmocleis alagoana est une espèce d'amphibiens de la famille des Microhylidae.

## Répartition
Cette espèce est endémique du Nord-Est du Brésil. Elle se rencontre dans les États d'Alagoas, du Paraíba et du Pernambouc.

## Description
Chiasmocleis alagoana mesure environ 23 mm pour les mâles et de 25 à 28 mm pour les femelles. Son dos est uniformément brun foncé. Son ventre est brun foncé grossièrement marbré de crème.

## Étymologie
Cette espèce est nommée en référence au lieu de sa découverte, l'État d'Alagoas.

## Publication originale
- Cruz, Caramaschi & Freire, 1999 : Occurrence of the genus Chiasmocleis (Anura: Microhylidae) in the State of Alagoas, north-eastern Brazil, with a description of a new species. Journal of Zoology, vol. 249, p. 123–126 (texte intégral).